# ماكس بويغ
ماكس بويغ هو سياسي دومينيكاني، ولد في 1945.